# Diagrama de Gantt

Exemple d'un diagrama de Gantt

El diagrama de Gantt és una de les tècniques usades tant per l'administració pública com per l'empresa privada com a eina de gestió de la qualitat. Concretament, és una eina de planificació del treball, ja que presenta totes les activitats que s'han de realitzar i quan s'han de realitzar, i permet tenir una idea de com avança el projecte i si és necessari reprogramar les actuacions planificades per tal d'adequar el projecte al nou entorn o necessitats. S'ha adaptat al treball per projectes en educació, repartint les feines del grup.

## Desenvolupament històric
El primer ús documentat d'una tècnica d'aquest tipus és de l'any 1896 amb el nom de harmograma ideat pel polonès Karol Adamiecki. Tot i això no va publicar-ho fins al 1931 però només en polonès la qual cosa en va limitar la difusió i el seu reconeixement com a inventor de la tècnica. Aquesta tècnica doncs és anomenada en honor de Henry Gantt (1861–1919) que va dissenyar-la entre els anys 1910 i 1915.
Una de les primeres aplicacions importants dels diagrames de Gantt fou durant la Primera Guerra Mundial en aplicacions de logística militar. Així el general dels Estats Units d'Amèrica William Crozier, cap del subministrament de munició, va ordenar utilitzar aquest instrument per planificar els enviaments de munició a Europa.
A la dècada del 1980 l'aparició de l'ordinador personal va difondre la possibilitat de crear diagrames de Gantt complexos i elaborats. Inicialment se'n va fer ús en entorns executius i de gestors de projectes als quals s'adreçava el primer programari especialitzat. Amb l'arribada d'Internet i l'augment del treball en xarxa, cap a finals dels anys 90 del s.XX, els diagrames de Gantt s'han difós encara més i existeixen diverses aplicacions web que permeten elaborar-ne.